# Jozef Lach
Jozef Lach (ur. 1905, zm. 1993) – słowacki taksówkarz i działacz na rzecz polskich uchodźców i kurierów w czasie II wojny światowej, odznaczony przez prezydenta RP Andrzeja Dudę Medalem Virtus et Fraternitas.

## Życiorys
W czasie II wojny światowej wspólnie z żoną Žofią Lachovą pomagał polskim kurierom i Polakom, którzy chcieli przedostać się przez Słowację na Węgry. Udzielał im schronienia we własnym domu w Popradzie na Słowacji. Także przewoził kurierów przez granicę i organizował dla nich fałszywe dokumenty. Lach przetransportował przez granicę polsko-słowacką m.in. polskiego kuriera Józefa Krzeptowskiego z rodziną, gdy groziło im niebezpieczeństwo aresztowania. Krzeptowscy pozostali w kryjówce u Lachów przez kilka miesięcy. Ze względu na szczególną gościnność małżeństwa Lachów wobec polskich kurierów, ich dom zaczęto nazywać „hotelem dla kurierów". W 1943 r. Jozef Lach został zatrzymany przez słowacką żandarmerię podczas przewożenia taksówką kurierów i brytyjskiego agenta, którzy zdołali bezpiecznie opuścić pojazd przed wylegitymowaniem się. Lach i jego syn trafili natomiast do aresztu, jednak nie zostali przekazani Gestapo dzięki dobrej woli komendanta. Obsługiwany przez małżeństwo Lachów szlak przerzutowy działał niemal do zakończenia działań wojennych.
Działalność Lacha została opisana w książce „Śladami tatrzańskich kurierów” Alfonsa Filara.
2 czerwca 2021 r. Jozef Lach został pośmiertnie odznaczony przez prezydenta RP Andrzeja Dudę medalem Virtus et Fraternitas.